# Castelo de Sax

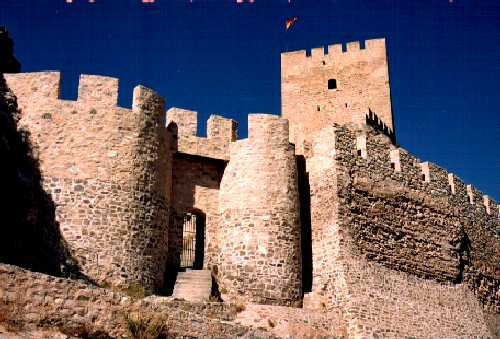
Castelo de Sax, Espanha.

O Castelo de Sax localiza-se no termo do município de Sax, na província de Alicante, na comunidade autónoma da Comunidade Valenciana, na Espanha.
Ergue-se no alto de um monte rochoso, em posição dominante sobre a povoação, vizinha ao rio El se alza sobre la población de Sax, dominando una peña próxima al río Vinalopó. Constitui-se em uma das três grandes fortificações da comarca, juntamente com o Castelo de Villena e o Castelo de Biar, integrando a linha defensiva da região desde a época muçulmana.

## História
A primitiva ocupação de seu sítio remonta à época romana, sobre cujos restos, entre os séculos X e XII, foi edificado um Alcácer muçulmano. Posteriormente, com a Reconquista cristã da região, foi reforçado e ampliado no século XIV, adquirindo as actuais feições.
O conjunto encontra-se restaurado e em bom estado de conservação.

## Características
O castelo conheceu distintas fases construtivas. A parte mais antiga do conjunto é a área Norte, e a mais moderna, a torre de menagem.
É composto por duas grandes torres cúbicas unidas por panos de muralha encimados por ameias. A base de uma das torres é possivelmente romana, e a da outra, considerada como a de menagem, será muçulmana, do século XII, embora as suas fundações remontem ao século X.
A torre de menagem ergue-se no segundo recinto, sobre una caverna rochosa, a mais de 15 metros de altura. Internamente divide-se em três pavimentos, de silharia encadeada. Os dois primeiros pavimentos são recobertos por abóbada de meio-canhão, apontada. As paredes do segundo e do terceiro pavimentos são rasgadas por seteiras. A comunicação entre elas é feita por uma escada que, adossada ao muro, é recoberta por arcos apontados e escalonados. A torre era acedida por uma ponte levadiça, actualmente desaparecida. Junto à torre, em um de seus lados, abria-se uma cisterna.
A outra torre ergue-se no extremo oposto do castelo. De planta quadrada com espessos muros, possui apenas um pavimento, recoberto em abóbada de volta de meio-canhão.
Além destes elementos, destaca-se o acesso ao conjunto, através de um baluarte por onde se acede à praça de armas.